# Aire d'attraction de Nœux-les-Mines
L'aire d'attraction de Nœux-les-Mines est un zonage d'étude défini par l'Insee pour caractériser l’influence de la commune de Nœux-les-Mines sur les communes environnantes.

### Carte

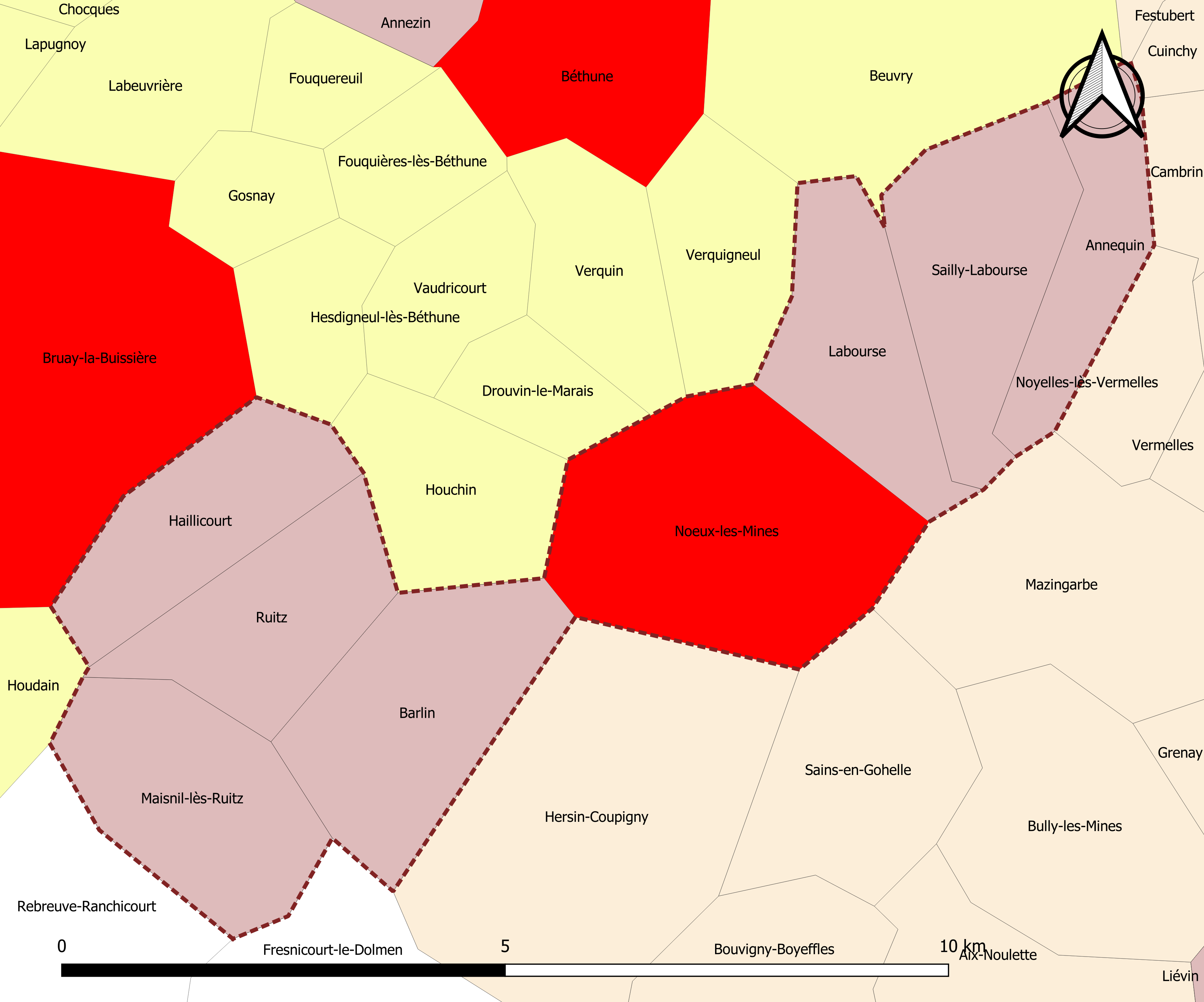
Carte de l'aire d'attraction de Noeux-les-Mines.
Commune-centre
Commune du pôle principal

## Définition
L'aire d'attraction d'une ville est composée d’un pôle, défini à partir de critères de population et d’emploi ainsi que d’une couronne constituée des communes dont au moins 15 % des actifs travaillent dans le pôle. Le pôle d’attraction constitue ainsi un point de convergence des déplacements domicile-travail,.

## Géographie
L’aire d'attraction de Nœux-les-Mines est une aire intra-départementale qui comporte 8 communes dans le Pas-de-Calais. 

### Composition communale
| Nom                             | Code Insee | Département   | Statut                    | Superficie (km2) | Population (dernière pop. légale) | Densité (hab./km2) | Modifier                                    |
| ------------------------------- | ---------- | ------------- | ------------------------- | ---------------- | --------------------------------- | ------------------ | ------------------------------------------- |
| Nœux-les-Mines (commune-centre) | 62617      | Pas-de-Calais | commune-centre            | 8,84             | 11 384 (2022)                     | 1 288              | modifier les données · modifier les données |
| Annequin                        | 62034      | Pas-de-Calais | commune du pôle principal | 3,99             | 2 147 (2022)                      | 538                | modifier les données · modifier les données |
| Barlin                          | 62083      | Pas-de-Calais | commune du pôle principal | 6,18             | 7 330 (2022)                      | 1 186              | modifier les données · modifier les données |
| Haillicourt                     | 62400      | Pas-de-Calais | commune du pôle principal | 4,46             | 4 974 (2022)                      | 1 115              | modifier les données · modifier les données |
| Labourse                        | 62480      | Pas-de-Calais | commune du pôle principal | 4,67             | 2 876 (2022)                      | 616                | modifier les données · modifier les données |
| Maisnil-lès-Ruitz               | 62540      | Pas-de-Calais | commune du pôle principal | 5,56             | 1 685 (2022)                      | 303                | modifier les données · modifier les données |
| Ruitz                           | 62727      | Pas-de-Calais | commune du pôle principal | 4,96             | 1 493 (2022)                      | 301                | modifier les données · modifier les données |
| Sailly-Labourse                 | 62735      | Pas-de-Calais | commune du pôle principal | 6,02             | 2 535 (2022)                      | 421                | modifier les données · modifier les données |

## Démographie
Cette aire est catégorisée dans les aires de moins de 50 000 habitants, une catégorie qui regroupe 12,2 % de la population au niveau national,.